# Enduit à chaud

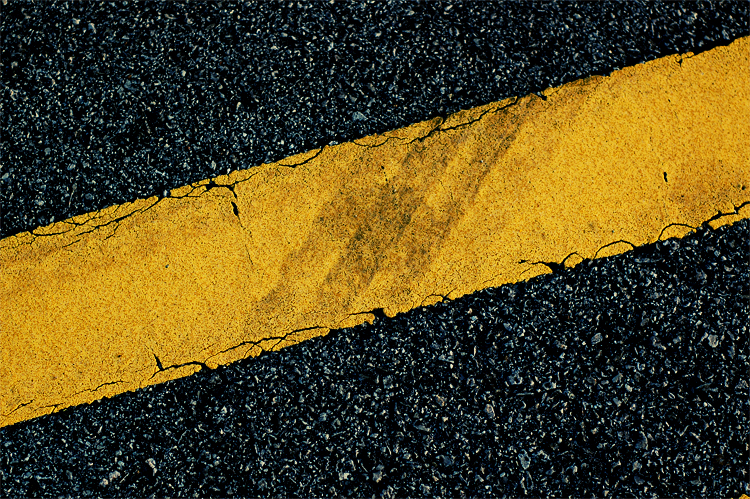
Marquage routier de couleur jaune.

On désigne par enduit à chaud un type de produit de marquage routier qui s’applique à chaud (thermoplastiques), contrairement aux peintures et enduits à froid qui s’appliquent à froid.

## Caractéristiques
Ces produits sont conditionnés en sacs. il se présentent sous forme de mélange de poudres sans solvant, qu'il faut chauffer entre 150° et 180 °C. On obtient alors un produit homogène et fluide.

## Application
Il existe plusieurs techniques d'applications : projetée, coulée ou extrudée. 
Le séchage s'effectue en 1 minute par refroidissement du produit sur la chaussée ; ce délai pouvant varier très légèrement selon les conditions climatiques et la température de l'enrobé.
L'épaisseur du marquage est de 2 à 3 mm (soit 3 à 5 kg/m2).

## Propriétés physiques[1],[2]
La nature des indicateurs de performance est standard au niveau international. Néanmoins, la valeur de ceux-ci et les conditions de réalisation des essais peuvent varier d’un pays à un autre.
En Europe, les performances attendues pour la peinture routière sont définies dans la norme EN 1871. Cette norme est transposée dans chaque pays de l'Europe. 

En Belgique la norme en vigueur est la NBN EN 1871. En France la norme NF EN 1871 – mai 2000 devient unique à compter du 1er janvier 2008. Jusqu’à présent elle côtoyait l’ancienne norme de 1997.

### Visibilité de jour
La visibilité de jour d’un enduit à froid doit être définie par les deux indicateurs suivants :

#### Facteur de luminance
On distingue trois classes de facteurs de luminance pour la couleur blanche et deux pour la jaune, identiques à celles des enduits à froid. En fonction des caractéristiques et de l’environnement du projet, le projeteur retient l’une des classes.
| Couleur | Classe | Facteur de luminance |
| ------- | ------ | -------------------- |
| Blanc   | LF3    | >= 0,65              |
| Blanc   | LF4    | >= 0,70              |
| Blanc   | LF6    | >= 0,80              |
| Jaune   | LF1    | >= 0,40              |
| Jaune   | LF2    | >= 0,50              |

#### Les coordonnées chromatiques
Les coordonnées chromatiques sont comprises dans les domaines spécifiés du diagramme de chromaticité au moyen des sommets donnés dans le tableau suivant, identique à celui des enduits à froid :
| Sommet n° | Sommet n° | 1     | 2     | 3     | 4     |
| --------- | --------- | ----- | ----- | ----- | ----- |
| Blanc     | x         | 0,355 | 0,305 | 0,285 | 0,335 |
| Blanc     | y         | 0,355 | 0,305 | 0,325 | 0,375 |
| Jaune     | x         | 0,494 | 0,545 | 0,465 | 0,427 |
| Jaune     | y         | 0,427 | 0,455 | 0,535 | 0,483 |

### Point de ramollissement
Le point de ramollissement permet de caractériser la plasticité du produit. Cet essai s’apparente à l’essai définissant le point de ramollissement d’un liant hydrocarboné dit « Essai Bille et anneau »

### Vieillissement aux rayonnements ultraviolets
La peinture exposée au soleil vieillit et perd ses performances initiales par l’effet des rayons ultraviolets. On mesure donc le facteur de luminance avec un essai de vieillissement accéléré aux ultra-violets.
Deux classes sont alors déterminées :
- UV0 : pas d’exigence
- UV1 : différence de facteur de luminance entre avant et après inférieure à 5 %.

### Résistance aux alcalis
La résistance aux alcalis caractérise la capacité du produit à être appliqué sur un support de type béton. Après essai, on ne doit constater aucune altération de l’enduit.

### Choc à froid
Un enduit à chaud a tendance à se craqueler dans le temps, principalement en raison des variations de température et des passages répétés des roues des véhicules. On mesure sa capacité de durabilité avec l’essai de résistance au choc

### Usure
Un essai permet de déterminer le degré d’usure du produit d’après la « méthode de Troger ».

## Performances après application
Lorsque les travaux sont réalisés par une entreprise, le maître d’œuvre peut éventuellement fixer des exigences sur la nature et les propriétés physiques des produits de marquage, par contre il fixe dans tous les cas des indicateurs de performance après application.
Il s’agit des indicateurs suivants :
- coefficient de luminance sous éclairage diffus Qd,
- coefficient de luminance rétroréfléchie, par temps sec, par temps humide ou par temps de pluie,
- Coefficient d’adhérence

Les objectifs d’indicateurs de performances peuvent être indiqués à plusieurs échéances : à la mise en service et après une certaine période sous circulation.

## Pollution
Avec l'usure et le vieillissement, les thermoplastiques s'érodent, se fragmentent, se décollent et produisent les microplastiques et nanoplastiques, qui sont emportés par les embruns routiers ou le ruissellement, éventuellement jusqu'en mer où ils peuvent libérer les métaux utilisés comme pigments ou additifs renforçant leur résistance (aux UV solaires notamment).